# Тиранновые овсянки
Тиранновые овсянки (лат. Emberizoides) — род воробьиных птиц из семейства танагровых, ранее помещавшийся в семейство овсянковых.

## Список видов
- Emberizoides duidae Chapman, 1929
- Emberizoides herbicola (Vieillot, 1817) — Клинохвостая тиранновая овсянка
- Emberizoides ypiranganus Ihering et Ihering, 1907 — Малая тиранновая овсянка